# Evaniella compressa
Evaniella compressa är en stekelart som först beskrevs av Fabricius 1804.  Evaniella compressa ingår i släktet Evaniella och familjen hungersteklar. Inga underarter finns listade i Catalogue of Life.